# Novice (album)
Pour les articles homonymes, voir Novice (homonymie).
Albums de Alain Bashung
Passé le Rio Grande
(1986) Osez Joséphine
(1991)
Singles
1. Bombez !
Sortie : 1989
2. Pyromanes
Sortie : 1989
3. Étrange Été
Sortie : 1990[1]

Novice est le septième album studio de Alain Bashung, paru en 1989 chez Barclay Records.

## Genèse de l'album
Il marque la dernière collaboration entre Bashung et Boris Bergman. Jean Fauque signe quelques textes. Il deviendra dès lors le parolier fétiche du chanteur, jusqu'à l'album L'Imprudence. Alain Bashung a présenté Novice comme une volonté de prolonger l'expérience entamée avec Play blessures. Marqué par sa noirceur et ses sonorités new wave, cet album restera assez confidentiel, même si le titre Bombez est remarqué[réf. nécessaire]. Il contient aussi un titre original en anglais, intitulé By Proxy.
Le texte de Alcaline serait pour Boris Bergman le constat de sa rupture artistique et personnelle avec Alain Bashung. Le parolier passerait un message implicite à son interprète fétiche, à l'insu de celui-ci « T'aimes plus les mots roses que je t'écris »[réf. nécessaire]. Effectivement, après cet album, Bergman n'a plus jamais écrit pour Alain Bashung. 
Au-delà du dernier texte de Boris Bergman pour Bashung, une référence directe peut être vue avec les titres Aline et Les mots bleus de Christophe. Christophe reprendra d'ailleurs la chanson sur l'album hommage Tels Alain Bashung, sorti en 2011.

## Liste des titres
Toutes les chansons sont écrites et composées par Boris Bergman / Alain Bashung, sauf mention contraire.
| No  | Titre                      | Auteur                                  | Durée |
| --- | -------------------------- | --------------------------------------- | ----- |
| 1.  | Pyromanes                  |                                         | 3:58  |
| 2.  | Résidences                 |                                         | 3:34  |
| 3.  | Légère éclaircie           |                                         | 4:20  |
| 4.  | Alcaline                   |                                         | 5:00  |
| 5.  | Tu m'as jeté               | Jean Fauque / Alain Bashung             | 4:31  |
| 6.  | Elle fait l'avion          |                                         | 4:47  |
| 7.  | Bombez !                   | Jean Fauque / Alain Bashung             | 3:02  |
| 8.  | Intrépide malgré la fièvre |                                         | 4:01  |
| 9.  | Étrange été                | Jean Fauque / Alain Bashung             | 3:33  |
| 10. | Outrage (instrumental)     | Alain Bashung - Jean Fauque             | 0:36  |
| 11. | By proxy                   | Boris Bergman - P. Ives / Alain Bashung | 3:49  |
| 12. | Bombez ! (version 1992) *  | Jean Fauque / Alain Bashung             | 3:04  |
| 13. | Climax 4 (instrumental) *  | Alain Bashung - André Georget           | 4:24  |

Les titres suivis d'un astérisque sont disponibles uniquement sur la réédition de l’intégrale de 1993.

## Musiciens
- Olivier Guindon : guitares
- Vic Emerson : claviers
- Colin Newman, de Wire : claviers
- Philippe Draï : batterie
- Dave Ball, de Soft Cell et de The Grid : claviers
- Jean-Marie Aerts, de TC Matic : guitares
- Blixa Bargeld, d'Einstürzende Neubauten et Nick Cave and the Bad Seeds : guitares
- Phil Manzanera, de Roxy Music : guitares
- Simon Rogers, de The Fall : guitares
- Mick Parker : guitares